# Rivoli Veronese
Rivoli Veronese (en vènet Rivołi Veronexe) és un municipi italià, situat a la regió de Vèneto i a la província de Verona. L'any 2010 tenia 2.129 habitants. Limita amb els municipis d'Affi, Brentino Belluno, Caprino Veronese, Cavaion Veronese, Costermano, Dolcè, Sant'Ambrogio di Valpolicella

## Història
La ciutat ha estat sempre un punt de pas important per als que venen des del nord d'Europa per a arribar a la Mediterrània, o viceversa. Hi ha superposades rutes paleolítiques, la Via Clàudia Augusta i el camí imperial de l'edat mitjana. Els primers assentaments, però, pertanyen al Neolític.
Ja en 1100 hi havia una fortificació a la Rocca di Rivoli, però no fou escenari de combats importants fins que el 14 de gener de 1797 les tropes de Napoleó I s'hi enfrontaren l'exèrcit austríac, als qui vencé després d'una sagnant batalla tot i que ells tenien superioritat numèrica.
Durant la Guerra de la Independència fou escenari de nous combats: el 1848 algunes divisions de l'exèrcit piemontès va lluitar victoriosament contra les tropes del mariscal austríac Josef Radetzky.

## Administració
| Període | Identitat        | Partit     |
| ------- | ---------------- | ---------- |
| 2004-   | Mirco Campagnari | Lliga Nord |

## Galeria d'imatges

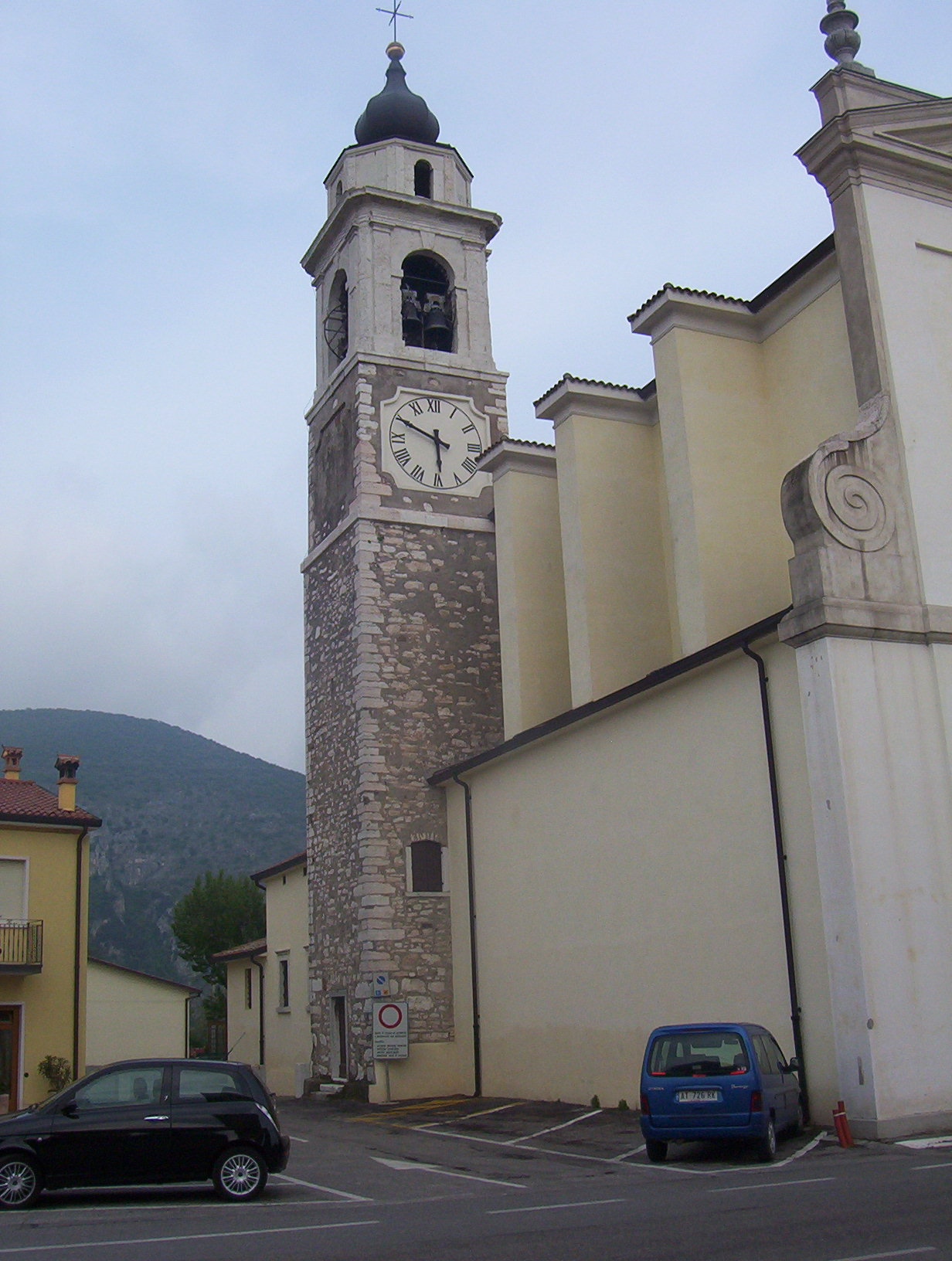
Campanar de l'església parroquial
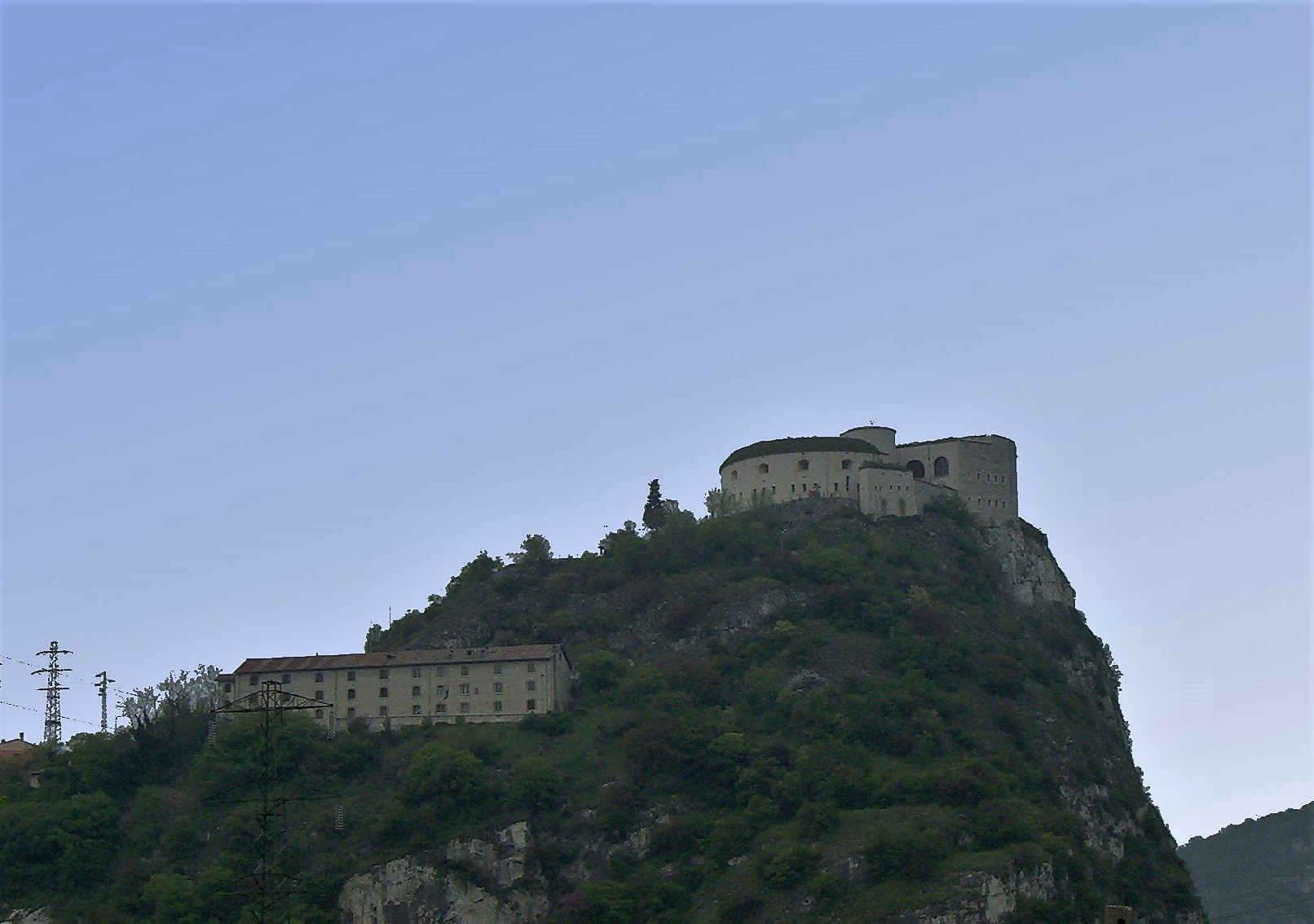
Fortificació austríaca del s.XIX
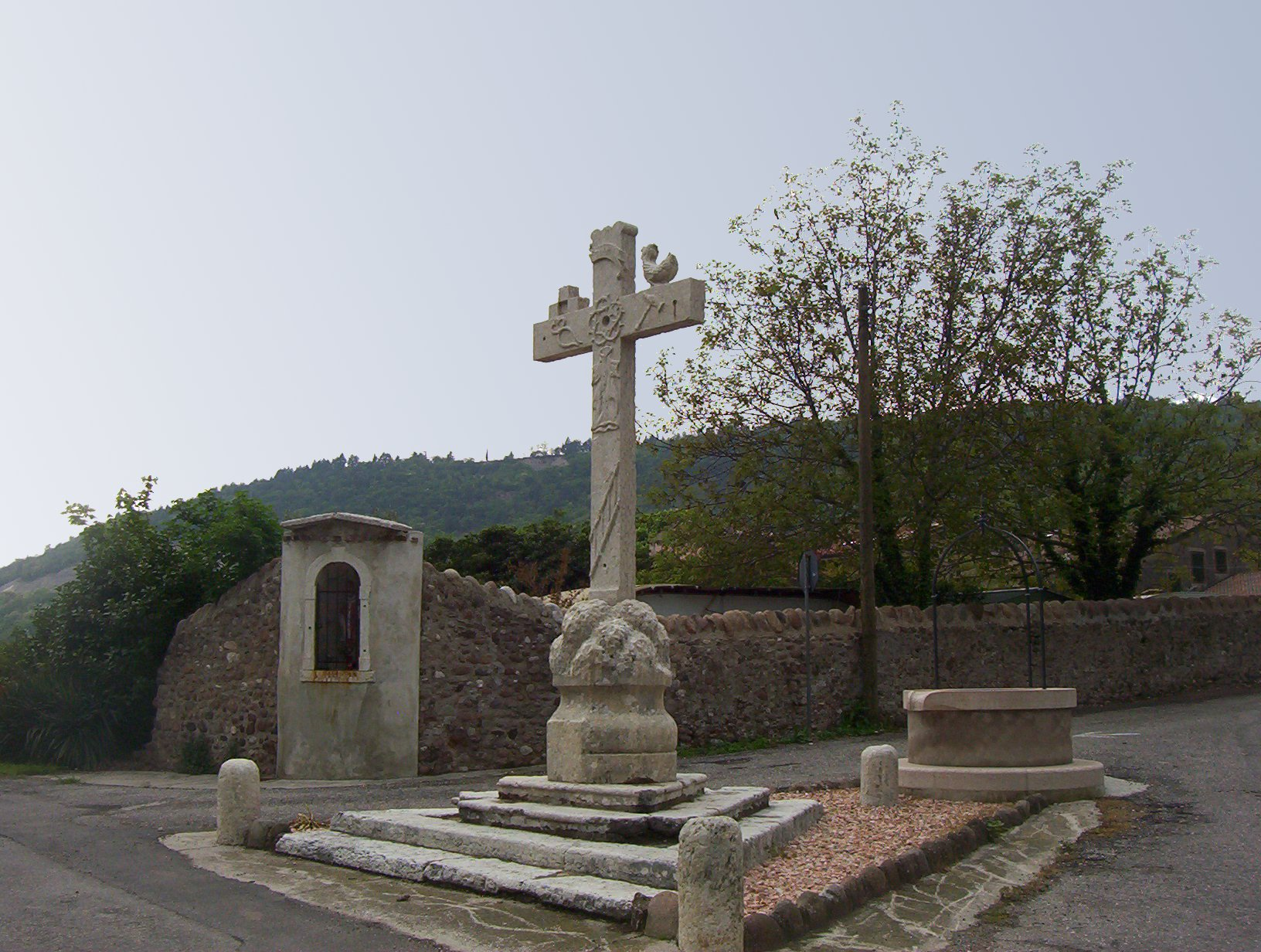
Creu i capitell a Gaium

## Personatges il·lustres
- Sara Simeoni, atleta olímpica.